# Courcelles-la-Forêt
Courcelles-la-Forêt è un comune francese di 429 abitanti situato nel dipartimento della Sarthe nella regione dei Paesi della Loira.

## Società

### Evoluzione demografica
Abitanti censiti